# دره‌گچی آب‌بیدی
دره‌گچی آب‌بیدی، روستایی از توابع بخش آبژدان شهرستان اندیکا در استان خوزستان ایران است. این روستا قبل از سال ۱۳۷۵ ، از توابع بخش مرغا شهرستان ایذه بود و پس از آن بر اساس مصوبه تقسیمات کشوری به بخش آبژدان ملحق شد. مرحوم ملا شنبه هاشمی قندعلی اولین رییس شورای روستا پس از انقلاب اسلامی بود.

## جمعیت
این روستا در دهستان کوشک قرار دارد و براساس سرشماری مرکز آمار ایران در سال ۱۳۸۵، جمعیت آن زیر سه خانوار بوده‌است.